# Luis Miguel Cantón Marín
Luis Miguel Cantón Marín (* 18. Oktober 1938 in Progreso de Castro, Bundesstaat Yucatán, Mexiko; † 10. Mai 1990) war ein mexikanischer Geistlicher und Bischof von Tapachula.

## Leben
Luis Miguel Cantón Marín empfing am 29. Juni 1964 das Sakrament der Priesterweihe.
Am 30. März 1984 ernannte ihn Papst Johannes Paul II. zum Bischof von Tapachula. Der Apostolische Delegat in Mexiko, Erzbischof Girolamo Prigione, spendete ihm am 6. Juni desselben Jahres die Bischofsweihe; Mitkonsekratoren waren der Erzbischof von Yucatán, Manuel Castro Ruiz, und der Erzbischof von Antequera, Bartolomé Carrasco Briseño.